# Semotilus corporalis
Semotilus corporalis är en fiskart som först beskrevs av Samuel Latham Mitchill, 1817.  Semotilus corporalis ingår i släktet Semotilus och familjen karpfiskar. Inga underarter finns listade i Catalogue of Life.